# フェイトフルウォー
フェイトフルウォー（欧字名:Fateful War、2008年1月11日 - ）は、日本の競走馬。主な勝ち鞍に2011年の京成杯、セントライト記念。
馬名の意味は、「重大な戦い」。

## 経歴

### 2歳（2010年）
育成時代からたびたび暴れ、立つのが癖であった。10月10日の東京競馬場第5R2歳新馬戦に田中勝春を鞍上に迎え、7番人気で出走。本馬場入場後に放馬してしまったが、馬体の異常を認められずそのまま出走、レースでは1番人気のサトノペガサスに2馬身1/2差をつける圧勝で初勝利を挙げた。放馬の際に他の馬をからかいにいくなど行動がまるでやんちゃ坊主のようであり、さらに実戦ではそれをみじんも感じさせぬ圧勝劇に、ゴールの瞬間東京競馬場の観客からは新馬戦とは思えない大歓声と拍手が巻き起こった。一旦かかってハナに立つも、押さえて3番手に道中つけるという新馬戦とは思えないような理想的な競馬であった。
2戦目は11月20日の東京スポーツ杯2歳ステークスに出走し（騎手：田中勝春） 、騎手との折り合いつかぬまま道中優勝馬に前を遮られ気を悪くして後方まで下げるも、最後の直線で一気にまくり7番人気の支持ながら1着1番人気のサダムパテックに0秒6差の3着。3戦目は12月26日のホープフルステークスに出走し（騎手: 田中勝春）、3番人気に推されるも、鞍上との折り合いつかないまま後方まで下がることになったが、前走に続き最後の直線だけでようやくハミをとり、ベルシャザール、ナカヤマナイトに続く3着となる。

### 3歳（2011年）
1月16日の中山競馬場第11R京成杯では、新馬戦から同様に田中勝春とコンビを組み、2番人気の支持を得る。子供っぽさが抜けないやんちゃ馬に伊藤厩舎サイドはリングハミに変えるなど試行錯誤した。レースでは先行して直線で先頭に立つとソラを使ったが、伏兵デボネアの差しをハナ差かわして重賞初制覇。また、伊藤伸一調教師に初の重賞勝利をプレゼントした。震災の影響で舞台が東京競馬場に変更となった4月24日の皐月賞では中団から追走したが直線で全く伸びず12着に敗れた。5月29日の東京優駿では13着と惨敗。秋に入り、柴田善臣に乗り替わりとなった9月18日のセントライト記念では中団待機から直線で鋭く脚を伸ばしトーセンラー、サダムパテックの追撃を振り切り重賞2勝目を飾った。10月23日の菊花賞では中団から追走したが直線で伸びず7着に敗れた。

### 4歳（2012年）
3月24日の日経賞では中団から追走したが直線で伸びず8着。4月29日の天皇賞・春は中団追走も直線で全く伸びず13着に敗れた。その後両前肢腱鞘炎を発症、休養に入った。

### 5歳（2013年）
腱鞘炎から復帰したが、今度は調教中に左前脚屈腱炎を発症し、6月23日付けで競走馬登録を抹消された。引退後は茨城県牛久市のセグチレーシングステーブルで乗馬となる。去勢される予定であったが、一口馬主のうちの一人であった現オーナーが引き取り、乗馬として登録。登録名は変わらずフェイトフルウォーのままである。その後土浦市の「ホースパークギャラクシー」に繁用。

### 10歳（2018年）
2018年にオーナーの故郷である群馬県馬事公苑に移動。乗馬兼マスコット馬「フェイトっち」の愛称で繁用。現在のオーナーは（医）KOSSMOS会　理事長　剣持雅彦。現オーナーの動物愛護の強い意向で人に危害を加えるような重大な事故等がない限り、去勢の意向はなし。追記するが、元馬主会（有）社台レースホースの血統登録証紛失扱いに伴い、再発行も困難とのことから元々、種牡馬の予定もなしとのことである。

## 競走成績
| 競走日     | 競馬場 | 競走名             | 格   | 距離（馬場）  | 頭 数 | 枠 番 | 馬 番 | オッズ （人気） | 着順 | タイム （上り3F） | 着差 | 騎手     | 斤量 | 1着馬（2着馬）     |
| ---------- | ------ | ------------------ | ---- | ------------- | ----- | ----- | ----- | --------------- | ---- | ----------------- | ---- | -------- | ---- | ------------------ |
| 2010.10.10 | 東京   | 2歳新馬            |      | 芝1800m（重） | 11    | 4     | 4     | 026.1（07人）   | 01着 | 1:51.9 (34.4)     | -0.4 | 田中勝春 | 55kg | （サトノペガサス） |
| 0000.11.20 | 東京   | 東京スポーツ杯2歳S | GIII | 芝1800m（良） | 16    | 3     | 6     | 011.0（07人）   | 03着 | 1:47.9 (34.0)     | -0.6 | 田中勝春 | 55kg | サダムパテック     |
| 0000.12.26 | 中山   | ホープフルS        | OP   | 芝2000m（良） | 10    | 1     | 1     | 007.2（03人）   | 03着 | 2:00.9 (34.5)     | -0.5 | 田中勝春 | 55kg | ベルシャザール     |
| 2011.01.16 | 中山   | 京成杯             | GIII | 芝2000m（良） | 16    | 1     | 2     | 004.7（02人）   | 01着 | 2:00.9 (36.3)     | -0.0 | 田中勝春 | 56kg | （デボネア）       |
| 0000.04.24 | 東京   | 皐月賞             | GI   | 芝2000m（良） | 18    | 7     | 14    | 033.8（11人）   | 12着 | 2:02.0 (35.6)     | -1.4 | 田中勝春 | 57kg | オルフェーヴル     |
| 0000.05.29 | 東京   | 東京優駿           | GI   | 芝2400m（不） | 18    | 4     | 8     | 032.9（13人）   | 13着 | 2:33.2 (37.5)     | -2.7 | 田中勝春 | 57kg | オルフェーヴル     |
| 0000.09.18 | 中山   | セントライト記念   | GII  | 芝2200m（良） | 17    | 6     | 11    | 021.8（06人）   | 01着 | 2:10.3 (34.0)     | -0.2 | 柴田善臣 | 56kg | （トーセンラー）   |
| 0000.10.23 | 京都   | 菊花賞             | GI   | 芝3000m（良） | 18    | 3     | 5     | 017.1（04人）   | 07着 | 3:04.0 (35.4)     | -1.2 | 柴田善臣 | 57kg | オルフェーヴル     |
| 2012.03.24 | 中山   | 日経賞             | GII  | 芝2500m（良） | 14    | 6     | 10    | 012.9（03人）   | 08着 | 2:38.8 (36.9)     | -1.4 | 柴田善臣 | 56kg | ネコパンチ         |
| 0000.04.29 | 京都   | 天皇賞（春）       | GI   | 芝3200m（良） | 18    | 7     | 13    | 112.2（11人）   | 13着 | 3:15.7 (34.8)     | -1.9 | 柴田善臣 | 58kg | ビートブラック     |

## 血統表
| フェイトフルウォーの血統（サンデーサイレンス系（ヘイルトゥリーズン系) / Northern Dancer5×4=9.38%） | フェイトフルウォーの血統（サンデーサイレンス系（ヘイルトゥリーズン系) / Northern Dancer5×4=9.38%） | フェイトフルウォーの血統（サンデーサイレンス系（ヘイルトゥリーズン系) / Northern Dancer5×4=9.38%） | （血統表の出典）          | （血統表の出典）  |
| 父 ステイゴールド 1994 黒鹿毛 北海道白老町                                                         | 父の父*サンデーサイレンス Sunday Silence 1986 青鹿毛 アメリカ                                      | Halo                                                                                               | Hail to Reason            | Hail to Reason    |
| 父 ステイゴールド 1994 黒鹿毛 北海道白老町                                                         | 父の父*サンデーサイレンス Sunday Silence 1986 青鹿毛 アメリカ                                      | Halo                                                                                               | Cosmah                    |                   |
| 父 ステイゴールド 1994 黒鹿毛 北海道白老町                                                         | 父の父*サンデーサイレンス Sunday Silence 1986 青鹿毛 アメリカ                                      | Wishing Well                                                                                       | Understanding             | Understanding     |
| 父 ステイゴールド 1994 黒鹿毛 北海道白老町                                                         | 父の父*サンデーサイレンス Sunday Silence 1986 青鹿毛 アメリカ                                      | Wishing Well                                                                                       | Mountain Flower           |                   |
| 父 ステイゴールド 1994 黒鹿毛 北海道白老町                                                         | 父の母ゴールデンサッシュ 1988 栗毛 北海道白老町                                                    | *ディクタス Dictus                                                                                 | Sanctus                   | Sanctus           |
| 父 ステイゴールド 1994 黒鹿毛 北海道白老町                                                         | 父の母ゴールデンサッシュ 1988 栗毛 北海道白老町                                                    | *ディクタス Dictus                                                                                 | Dronic                    |                   |
| 父 ステイゴールド 1994 黒鹿毛 北海道白老町                                                         | 父の母ゴールデンサッシュ 1988 栗毛 北海道白老町                                                    | ダイナサッシュ                                                                                     | *ノーザンテースト         | *ノーザンテースト |
| 父 ステイゴールド 1994 黒鹿毛 北海道白老町                                                         | 父の母ゴールデンサッシュ 1988 栗毛 北海道白老町                                                    | ダイナサッシュ                                                                                     | *ロイヤルサッシュ         |                   |
| 母 フェートデュヴァン 2000 鹿毛 北海道白老町                                                       | 母の父メジロマックイーン 1987 芦毛 北海道浦河町                                                    | メジロティターン                                                                                   | メジロアサマ              | メジロアサマ      |
| 母 フェートデュヴァン 2000 鹿毛 北海道白老町                                                       | 母の父メジロマックイーン 1987 芦毛 北海道浦河町                                                    | メジロティターン                                                                                   | *シェリル                 |                   |
| 母 フェートデュヴァン 2000 鹿毛 北海道白老町                                                       | 母の父メジロマックイーン 1987 芦毛 北海道浦河町                                                    | メジロオーロラ                                                                                     | *リマンド                 | *リマンド         |
| 母 フェートデュヴァン 2000 鹿毛 北海道白老町                                                       | 母の父メジロマックイーン 1987 芦毛 北海道浦河町                                                    | メジロオーロラ                                                                                     | メジロアイリス            |                   |
| 母 フェートデュヴァン 2000 鹿毛 北海道白老町                                                       | 母の母*マーサズヴィンヤード Martha's Vineyard 1992 鹿毛 アメリカ                                   | Nijinsky                                                                                           | Northern Dancer           | Northern Dancer   |
| 母 フェートデュヴァン 2000 鹿毛 北海道白老町                                                       | 母の母*マーサズヴィンヤード Martha's Vineyard 1992 鹿毛 アメリカ                                   | Nijinsky                                                                                           | Flaming Page              |                   |
| 母 フェートデュヴァン 2000 鹿毛 北海道白老町                                                       | 母の母*マーサズヴィンヤード Martha's Vineyard 1992 鹿毛 アメリカ                                   | Crooning Water                                                                                     | Riva Ridge                | Riva Ridge        |
| 母 フェートデュヴァン 2000 鹿毛 北海道白老町                                                       | 母の母*マーサズヴィンヤード Martha's Vineyard 1992 鹿毛 アメリカ                                   | Crooning Water                                                                                     | Gliding By Yohei F-No.2-n |                   |

父ステイゴールド、母父メジロマックイーンという配合は同世代の三冠馬オルフェーヴルと同じ。